# كاولاك
كاولاك هي مدينة، تتبع Kaolack department ‏، هي عاصمة كاولاك (السنغال)، وKaolack department ‏، بلغ عدد سكانها 172٬305 نسمة، في 2002.

## مدن توأم
المدن التوأم:
- أوستا
- ميرينياك
- ممفيس، تينيسي.

## أعلام
- بابكر با
- باباكولي ديوب
- أستو ندياي دياتا
- بابي دجيلوبودجي